# Walter Afanasieff
Walter Afanasieff (sinh ngày 10 tháng 2 năm 1958), có biệt danh trước đây là Baby Love trong thập niên 1980, là một nhạc sĩ, người viết bài hát, nhà sản xuất thu âm và nhà soạn nhạc người Mỹ-Brazil gốc Nga. Ông được biết đến nhờ quá trình cộng tác với Mariah Carey, người mà ông đã cùng sản xuất và sáng tác âm nhạc trong vài năm kể từ năm 1990. Ông thắng giải Grammy năm 1999 ở hạng mục Ghi âm của năm, nhờ sản xuất cho bài hát "My Heart Will Go On" của Celine Dion, và thắng giải Grammy năm 2000 ở hạng mục Nhà sản xuất âm nhạc ở thể loại khác Cổ điển của năm.
Bên cạnh Carey và Dion, Afanasieff cũng viết và sản xuất âm nhạc cho nhiều nghệ sĩ thu âm khác, ví dụ như Mariah Carey, Richard Marx, Whitney Houston, Lara Fabian, Thalía, Lionel Richie, Luther Vandross, George Benson, Destiny's Child, Kenny G, Michael Bolton, Toni Braxton, Andrea Bocelli, Johnny Mathis, Kenny Loggins, Barbra Streisand, Christina Aguilera, Ricky Martin, Leona Lewis và Idina Menzel.

## Đời sống và công việc
Afanasieff có tên khai sinh là Vladimir Nikitich Afanasieff (tiếng Nga: Владимир Никитич Афанасьев), sinh tại São Paulo, SP, Brazil với cha mẹ Nikita and Tatiana đều là người Nga. Cha ông đến từ Leningrad và mẹ ông là một người Nga ở Cáp Nhĩ Tân đến từ Trung Quốc. Cha mẹ ông gặp nhau tại Brazil trong những năm đầu của thập niên 1950. Dưới bức chân dung thời phổ thông trong sách năm của trường trung học, Afanasieff viết rằng mục tiêu của ông là "viết và chơi nhạc hay hơn Keith Emerson" của Emerson, Lake & Palmer.
Bắt đầu làm việc như một nhạc sĩ nhạc jazz vào năm 1980, Afanasieff chơi bàn phím cùng với nghệ sĩ violon nhạc jazz/fusion Jean-Luc Ponty. Sau đó, ông thành lập nhóm The Warriors với cựu thành viên Ponty, tay ghi-ta Joaquin Lievano, và với nhà sản xuất âm nhạc-người viết bài hát và tay trống hàng đầu của thập niên 1980 Narada Michael Walden. Những kinh nghiệm này đã cho ông nền tảng và sự tự tin để tiếp nhận vai trò chủ động của một nhà sản xuất.
Walden thuê Afanasieff làm nhân viên sản xuất/sắp xếp và bắt đầu cho ông làm người chơi bàn phím trong nhiều dự án ghi âm, trong đó có album đầu tay cùng tên phát hành năm 1985 của Whitney Houston, album mà sau đó trở thành một trong những album phòng thu bán chạy nhất của nữ nghệ sĩ tính đến nay. Cũng trong giai đoạn này, Afanasieff và Walden bắt đầu viết những ca khúc nhạc pop cùng nhau. Cùng với người hướng dẫn Narada, sản phẩm sản xuất lớn đầu tiên của Afanasieff là bài hát chủ đề của bộ phim Licence to Kil trong loạt phim về  James Bond, được thể hiện bởi Gladys Knight và đồng sáng tác bởi Afanasieff và Walden.
Một trong những hit lớn nhất của Afanasieff trong vai trò của một nhà sản xuất là bài hát "My Heart Will Go On", ca khúc chủ đề của bộ phim Titanic ra mắt năm 1997, thể hiện bởi Celine Dion. Bài hát trở thành đĩa đơn bán chạy nhất trên toàn cầu vào năm 1998. Afanasieff cũng sản xuất và sắp xếp trong nhiều album nhạc phim của các bộ phim điện ảnh thành công khác, như Beauty and the Beast của Disney (bài hát chủ đề thể hiện bởi Celine Dion và Peabo Bryson), Aladdin ("A Whole New World") và Thằng gù ở nhà thờ Đức Bà ("Someday"). Afanasieff cũng là người sản xuất và sắp xếp cho ca khúc "Go the Distance", bài hát được đề cử giải Oscar của Michael Bolton trong bộ phim Hercules.
Afanasieff đã dành một phần lớn thời gian (từ năm 1988 đến năm 1998) trong sự nghiệp của mình để sáng tác âm nhạc với Mariah Carey. Ông tham gia thực hiện trong một số bài hát thành công nhất của Carey, trong đó có "Hero", bài hát mà ông đồng sản xuất, đồng sáng tác cũng như chơi toàn bộ phần nhạc. "Hero" được phát hành thành đĩa đơn thứ hai từ album Music Box của Carey, đạt được vị trí quán quân trên bảng xếp hạng US Billboard Hot 100 trong tuần 25 tháng 12 năm 1993, và giữ vị trí này trong 4 tuần.  Ca khúc này đã trở thành một trong số những bài hát thương hiệu của Carey, thường xuyên được cô sử dụng để kết thúc các buổi hòa nhạc. Carey và Afanasieff cũng viết ca khúc "One Sweet Day", một bản song ca giữa Carey và Boyz II Men. Ca khúc này giữ kỷ lục cho đĩa đơn có thời lượng quán quân dài nhất trên bảng xếp hạng US Bllboard Hot 100 (trong tổng cộng 16 tuần, một kỷ lục bị "Despacito" cân bằng vào năm 2017). Bài hát được đề cử ở hạng mục Ghi âm của năm và Hợp tác giọng Pop xuất sắc nhất trong lễ trao giải Grammy năm 1996, và nhận giải ASCAP ở hạng mục Ca khúc của năm vào năm 1996. Năm 1994, Carey phát hành ca khúc mừng Giáng Sinh "All I Want for Christmas Is You", ca khúc mà cô và Afanasieff đồng sản xuất và sáng tác cho Columbia Records. Ca khúc này đã đạt doanh số 14 triệu bản trên toàn cầu tính đến tháng 12 năm 2018.
Năm 2009, Walter bắt đầu làm việc với nữ ca sĩ người Nga Yulia Nachalova. Album Wild Butterfly của hai người được phát hành tren iTunes vào năm 2012. Họ sau đó cũng sản xuất một video có tựa đề "Zhdi menya" (Wait for me) bằng tiếng Nga, phát hành trên iTunes vào năm 2015.
Năm 2014, Walter trở thành trưởng bộ phận sáng tác-sản xuất của Isina, một công ty tìm kiếm tài năng toàn cầu và cố vấn phát triển cho những cá nhân muốn theo đuổi sự nghiệp âm nhạc.
Năm 2015, ông trở thành cố vấn cho dự án truyền hình Glavnaya Stsena ("Main Stage") của Nga, phiên bản tiếng Nga của The X Factor.

## Giải thưởng
- Giải Grammy năm 1999, hạng mục Thu âm của năm nhờ sản xuất "My Heart Will Go On" của Celine Dion.
- Giải Grammy năm 2000, hạng mục Nhà sản xuất của năm, thể loại khác Cổ điển.